# Rond schaduwmos
Rond schaduwmos (Phaeophyscia orbicularis) is een korstmos uit de familie Physciaceae. Het komt voor op stenen, bomen en hout. Het komt veel als epifyt op geeutrofieerde en basische schors van loofbomen (vooral populieren). Ook is het te vinden op basische stenen, zoals beton, cement en baksteen. 

## Determinatie
Uiterlijke kenmerken
Rond schaduwmos is een klein bladvormig korstmos. Het variabele, onregelmatig gevormde thallus bestaat uit fijn verdeelde liggende rozetten die soms tot kleine matten kunnen samengroeien. Het thallus is licht- tot donkergrijs of grijsbruin en in vochtige toestand duidelijk groenachtig. Het heeft een diameter van 1–2–(4) cm en zit vast aan het substraat. De bovenzijde is lichtgrijs tot donkergrijs, grijsgroen, bruingrijs of olijfgroen tot zwartbruin, soms helemaal zwart. Het ondervlak is zwartbruin of zwart en heeft talrijke, vrij lichte of donkere grijpers. Het thallus bevat protoccoïde algen.
Aan het oppervlak zijn er vaak soralen die bijna overgroeid kunnen worden aan de uiteinden van de lobben. Hun kleur varieert van grijswit tot zwartachtig en zelden gelig. Af en toe worden ook apotheciën met een smalle rand en een donkere schijf gevormd.
Hij heeft de volgende kleurreacties: merglaag K- of sosm K+ (paars).
Microscopische kenmerken
In één ascus zitten acht tweecellige, bruine, dikwandige ascosporen met een afmeting van 15–28 × 6–13 µm.

## Verspreiding
Rond schaduwmos komt voor op alle continenten behalve Antarctica en Australië. De soort is een van de meest voorkomende bladkorstmossen in Centraal-Europa en is sterk ongevoelig voor luchtverontreiniging. Het is wijdverspreid en in bijna heel Europa te vinden. In Nederland komt het vrij algemeen voor. Het staat niet op de rode lijst en is niet bedreigd.